# يوركشاير ديليز
يوركشاير ديليز بالإنجليزية هي منطقة المرتفعات من بينينز في إنجلترا الشمالية في مقاطعة التاريخية يوركشاير، ومعظمها في حديقة يوركشاير ديليز الوطنية التي أنشئت في عام 1954. 

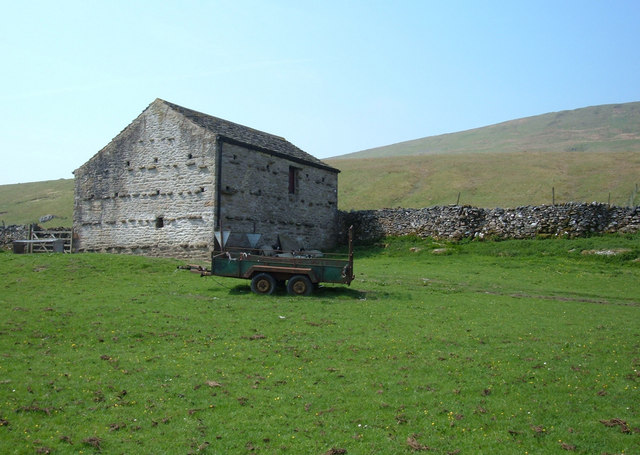
بارن يوركشاير ديلز الحظيرة على طول بجانب رصيف من سيلسيد حتى كولت بارك

ويتألف نهر ديليز من وديان الأنهار والتلال، ويرتفع من وادي يورك غربا إلى تلة مستجمعات المياه في بينين. في ريبلزديل، دنتديل وغارسديل، تمتد المنطقة غربا عبر مستجمعات المياه، ولكن معظم الوديان استنزاف شرقا إلى فالي يورك، في نهر أوز والهمبر. وتعتبر أنظمة كهف الحجر الجيري الواسعة مجالا رئيسيا للرهوف في المملكة المتحدة.

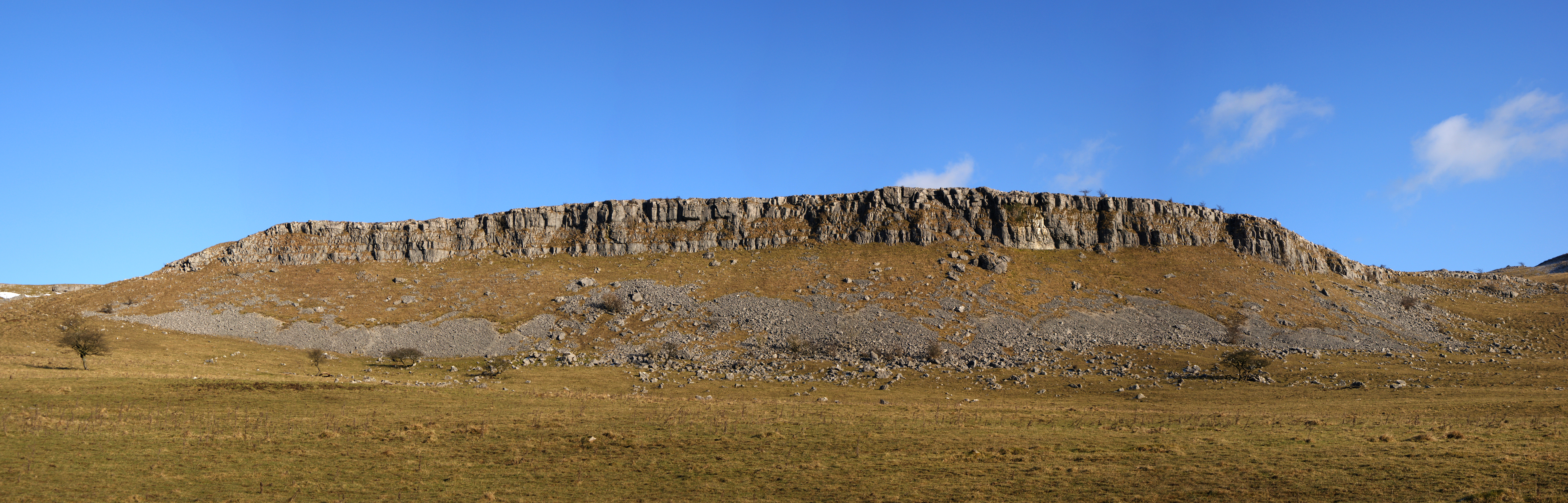
بانوراما غربي واجه ثويتس ندوب من طويل لين

## جغرافيا المنطقة
وانتشرت يوركشاير ديليز إلى الشمال من مدن السوق والحمامات الطبية في سيتل شمال يوركشاير وسكيبتون (سوق في المدينة) وإلكلي (هو منتجع غرب يوركشاير)و هاروغيت في شمال يوركشير، إلى الحدود الجنوبية في وارفديل وإيرديل. ولا يتم إعادة ضم الروافد الدنيا لهذه الوديان في المنطقة، كما أن كلدردل التي تقع في الجنوب، ليست جزءا من نهر ديليز، على الرغم من أنها دايل، في يوركشاير، والروافد العليا لها هي ذات المناظر الخلابة والريفية شمال. معظم الدوالي الجنوبية الكبرى، ريبلزديل، مالهامديل وإيرديل، وارفديل ونيدرديل، تشغيل موازية تقريبا من الشمال إلى الجنوب. وكلما ازدادت الوديان الشمالية، ينطلق ونسليدال وسوالديل بشكل عام من الغرب إلى الشرق. هناك العديد من الأودية الصغيرة أو الأقل شهرة مثل أركنغارثديل، بيشوبديل، كلابديل، كوفيرديل، كينغديل، ليتونديل، لانغستروثديل، ريديل، والدنديل ووادي واشبورن التي تتدفق روافد الأنهار والأنهار في الوديان الكبيرة، وباربونديل، دنتديل، ديبديل وغارسديل التي تغذي الغرب إلى نهر لون.

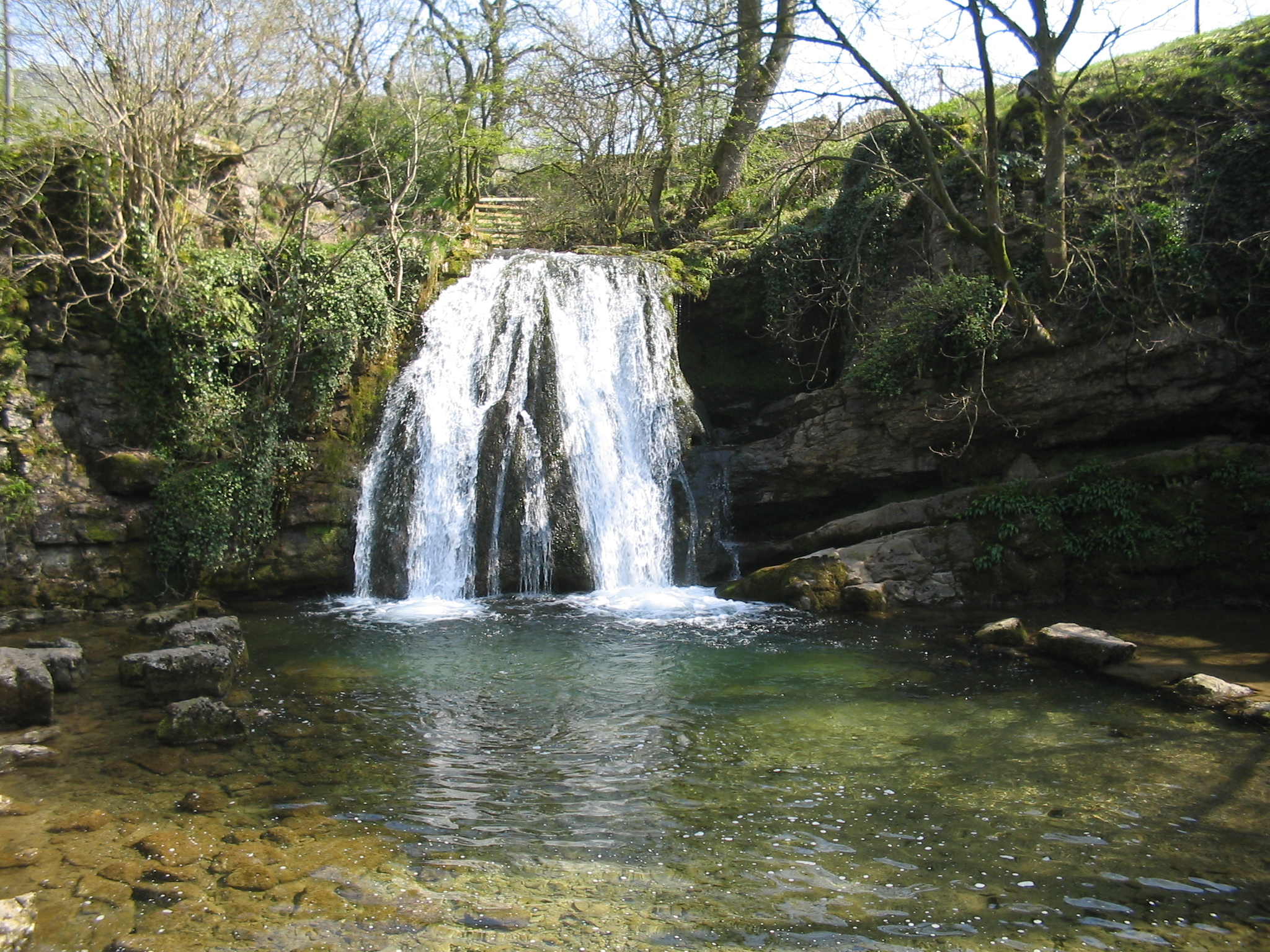
جانيت فوس، بالقرب من ملهام

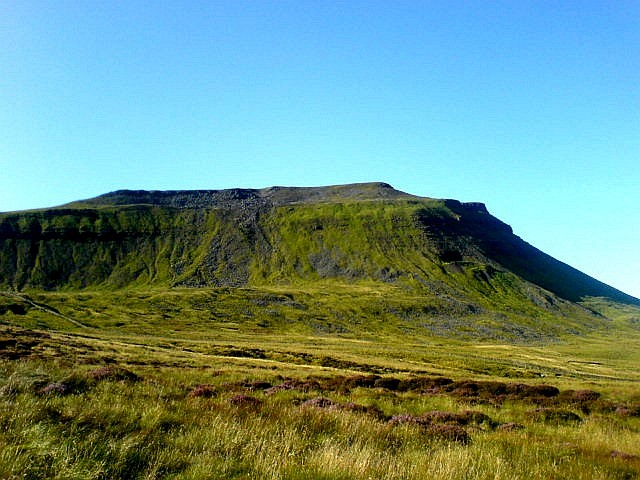
إنغليبوروغ

والمناظر المميزة للديليز هي المراعي الخضراء المرتفعات المفصولة بجدران حجرية جافة وترعى الأغنام والأبقار. العديد من المناطق المرتفعة تتكون من هيذر المستنقعات، وتستخدم في صيد طيهوج الأحمر من 12 أغسطس (الثاني عشر المجيد).

## جيولوجيا

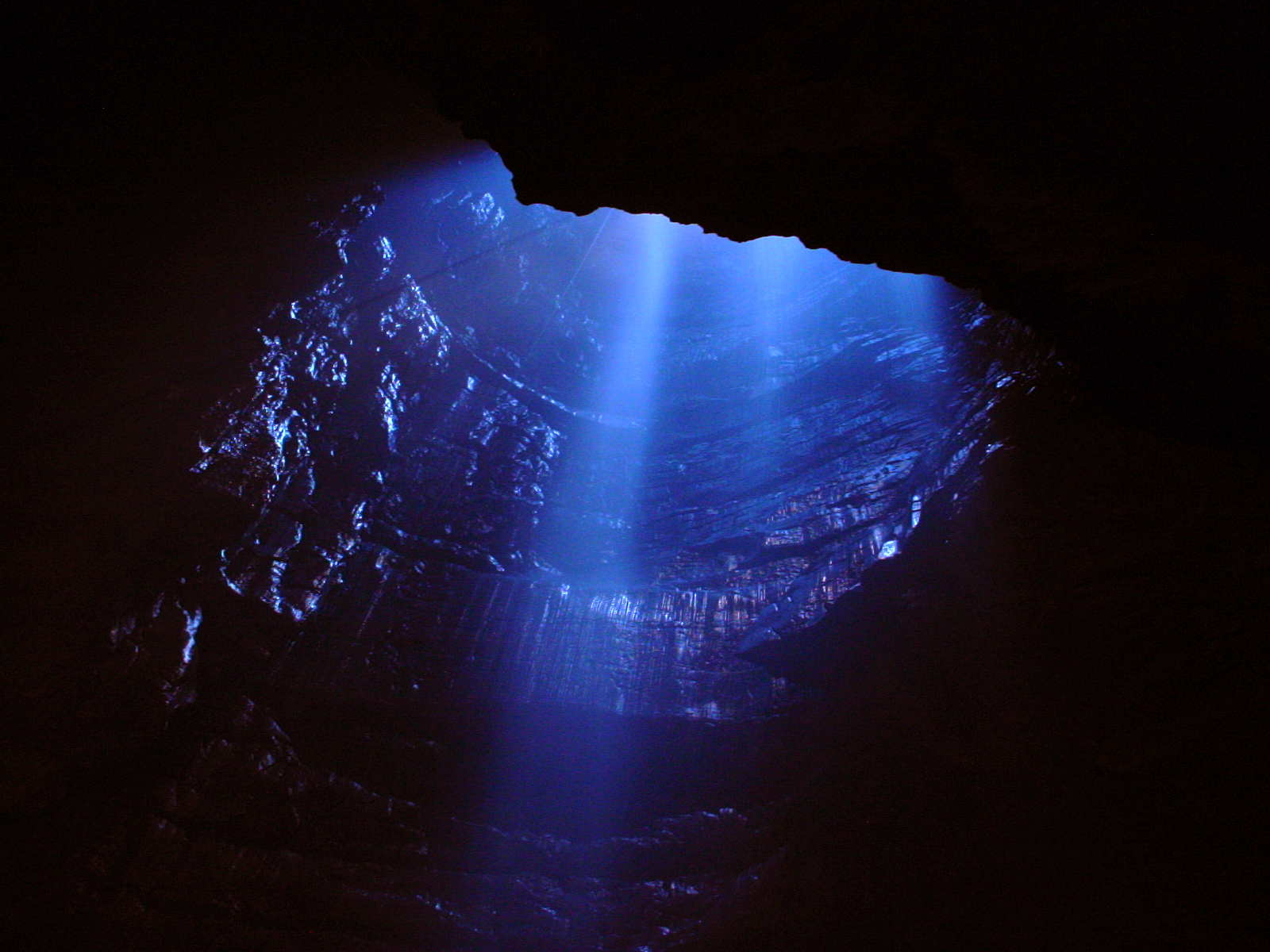
غلينغ جيل

والديلز عبارة عن الواديين «يو» و «في»، وهما الوديان الموسعتان اللتان تشكلهما الأنهار الجليدية وتشكلهما، ولا سيما في العصر الجليدي الأخير. الصخور الأساسية هي أساسا الحجر الجيري الكربوني، مما يؤدي إلى مساحات كبيرة من الطوبوغرافيا الكارستية، في أماكن متداخلة مع الصخر الزيتي والحجر الرملي وتصدرت مع ميلستون غريت، على الرغم من أن الشمال والغرب من دنت خطأ تتشكل التلال من الصخور القديمة سيلوريان والأوردوفيشي.

## أنظمة الكهف
يوجد في الحجر الجيري في أجزاء من ديليز أنظمة كهف واسعة النطاق، بما في ذلك نظام المقاطعات الثلاث الذي يبلغ طوله 87 كيلومترا (54 ميلا)، مما يجعله مجالا رئيسيا للرهوف في المملكة المتحدة. بعض الكهوف مفتوحة للجمهور للقيام بجولات.
وتشمل النظم ما يلي:
- نظام غلينغ جيل
- نظام وعاء الشب
- الكهوف موسديل
- الكهوف ليك فيل
- نظام إيسيغيل
- الكهوف وايت سكار إلى داخل تشابيل-لي-ديل على مقربة من إنغليتون [3]
- إنغليبوروغ كيف [4] في كلابديل بالقرب من كلافام
- ستامب كروس كافرنس [5] بالقرب من جسر باتيلي.
- نظام غويدين على مقربة من جسر باتيلي